# Luigi Maglione

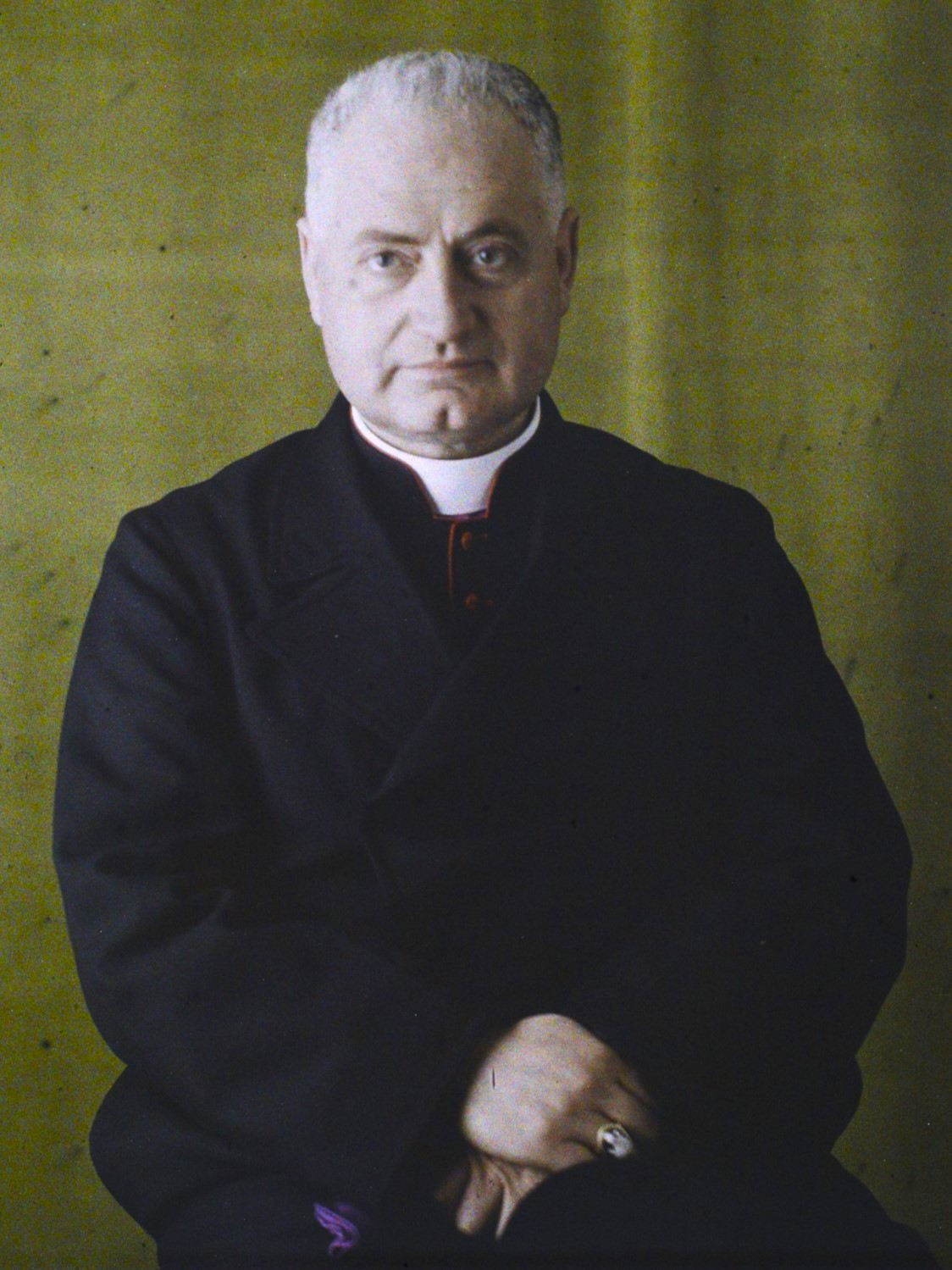
Luigi Maglione als Apostolischer Nuntius in Frankreich (1927)

Kardinalswappen von Luigi Kardinal Maglione

Luigi Kardinal Maglione (* 2. März 1877 in Casoria, Provinz Neapel, Italien; † 22. August 1944 ebenda) war ein italienischer Geistlicher, Diplomat des Heiligen Stuhls und später Kurienkardinal der römisch-katholischen Kirche. Von 1939 bis zu seinem Tod war er Kardinalstaatssekretär.

## Leben
Luigi Maglione war Seminarist am Almo Collegio Capranica, er studierte an verschiedenen Universitäten Roms und promovierte sowohl in Katholischer Theologie als auch in Philosophie.
Er empfing am 25. Juli 1901 das Sakrament der Priesterweihe und arbeitete bis zum Jahre 1908 als Vikar in der Diözese Neapel. Nebenbei betrieb er weiterführende Studien und trat 1908 in den diplomatischen Dienst des Vatikans ein, wo er bis 1918 im Staatssekretariat arbeitete. In den Jahren 1915 bis 1918 unterrichtete er zusätzlich an der Päpstlichen Diplomatenakademie. 1918 ernannte ihn Papst Benedikt XV. zum vorläufigen Päpstlichen Repräsentanten beim Völkerbund und zum Gesandten in der Schweiz.
Am 1. September 1920 erhielt Luigi Maglione die Ernennung zum Titularerzbischof von Caesarea in Palaestina und zum Apostolischen Nuntius für die Schweiz. Die Bischofsweihe spendete ihm Pietro Kardinal Gasparri; Mitkonsekratoren waren Bonaventura Cerretti, Sekretär im Staatssekretariat, und Lorenzo Schioppa, Nuntius in Ungarn. Von 1926 bis 1935 war er Apostolischer Nuntius in Frankreich. Dort sah er seine Hauptaufgabe in der Erneuerung des französischen Episkopats, der größtenteils von monarchistischem Denken geprägt war, und forcierte eine Annäherung an demokratische Gruppierungen. Ein Dialog zwischen dem Heiligen Stuhl und der ultranationalistischen Action française scheiterte, und Papst Pius XI. erklärte die Weltanschauung der Action française als nicht mit der katholischen Kirche vereinbar. Maglione wurde in den folgenden Jahren mehrfach angegriffen, unter anderem wurde er 1932 beschuldigt, ein Spion in Diensten Deutschlands zu sein. 
Am 16. Dezember 1935 nahm ihn Pius XI. als Kardinalpriester mit der Titelkirche Santa Pudenziana in das Kardinalskollegium auf und betraute ihn 1938 mit dem Amt des Präfekten der Konzilskongregation (heute Dikasterium für den Klerus). Wenige Tage nach der Wahl von Papst Pius XII. wurde Luigi Maglione von diesem im März 1939 zum Kardinalstaatssekretär ernannt. Seine Wahl stieß auf große Zustimmung, vor allem in internationalen demokratischen Kreisen, die seine Arbeit in Frankreich in positiver Erinnerung hatten. Kardinal Maglione förderte die Zusammenarbeit von Domenico Tardini, der später sein Nachfolger werden sollte, und Giovanni Battista Montini, dem späteren Papst Paul VI. Seine Amtszeit war besonders von den Wirren des Zweiten Weltkriegs geprägt. Während der Deportation römischer Juden durch die Nationalsozialisten im Oktober 1943 appellierte er an den deutschen Botschafter im Vatikan Ernst Freiherr von Weizsäcker, zu intervenieren und die Deportation aufzuhalten. Ab 1939 leitete Luigi Maglione auch als Magnus Cancellarius das Päpstliche Institut für Christliche Archäologie.
Luigi Maglione starb am 22. August 1944 in Casoria, wo er auch beigesetzt wurde. Pius XII. entschied sich, während seines Pontifikats keinen neuen Kardinalstaatssekretär zu ernennen.